# Superprestige
La Superprestige è una serie di corse in linea di ciclocross maschile e femminile composta da otto prove, che si svolgono tra Paesi Bassi e Fiandre (Belgio) ogni anno nel periodo compreso tra ottobre e febbraio. È aperta alle tre diverse categorie di uomini Elite, uomini Juniores e donne Elite, e si svolge ininterrottamente dalla stagione 1982-1983.
Le otto prove variano di anno in anno. Storicamente si tengono perlopiù in territorio belga fiammingo o nei Paesi Bassi, ma in passato ebbero luogo anche in Francia, Italia, Repubblica Ceca, Spagna e Svizzera. Il ciclista che si è aggiudicato più volte la competizione maschile Elite è il belga Sven Nys (tredici volte, di cui cinque consecutive tra il 2004-2005 e il 2008-2009). Nys è anche il ciclista che ha vinto complessivamente il maggior numero di prove (64). La ciclista più vittoriosa a livello Elite è invece la belga Sanne Cant con quattro vittorie consecutive dal 2015-2016 al 2018-2019.
La classifica generale nelle diverse categorie viene stilata sommando i punti ottenuti da ciascun ciclista in ognuna delle prove (15 al vincitore, 14 al secondo, 13 al terzo e via così fino al quindicesimo, che prende un punto). I corridori non hanno l'obbligo di prendere parte a tutte e otto le prove, ma in caso di parità finale nel punteggio il miglior piazzamento in graduatoria viene dato a colui che ha partecipato a più corse; in caso di ulteriore parità a colui che ne ha vinte di più. Per la categoria maschile Juniores dal 2021-2022, pur tenendosi le gare, non viene stilata la classifica generale.

## Albo d'oro

### Uomini Elite
| Anno      | Vincitore            | Secondo             | Terzo                  |
| --------- | -------------------- | ------------------- | ---------------------- |
| 1982-1983 | Hennie Stamsnijder   | Johan Ghyllebert    | Paul De Brauwer        |
| 1983-1984 | Hennie Stamsnijder   | Reiner Groenendaal  | Albert Zweifel         |
| 1984-1985 | Roland Liboton       | Hennie Stamsnijder  | Reiner Groenendaal     |
| 1985-1986 | Roland Liboton       | Hennie Stamsnijder  | Paul De Brauwer        |
| 1986-1987 | Hennie Stamsnijder   | Frank van Bakel     | Martin Hendriks        |
| 1987-1988 | Roland Liboton       | Hennie Stamsnijder  | Paul De Brauwer        |
| 1988-1989 | Hennie Stamsnijder   | Paul De Brauwer     | Henk Baars             |
| 1989-1990 | Danny De Bie         | Paul De Brauwer     | Henk Baars             |
| 1990-1991 | Radomír Šimůnek      | Danny De Bie        | Kurt De Roose          |
| 1991-1992 | Radomír Šimůnek      | Danny De Bie        | Frank van Bakel        |
| 1992-1993 | Daniele Pontoni      | Thomas Frischknecht | Danny De Bie           |
| 1993-1994 | Daniele Pontoni      | Marc Janssens       | Thomas Frischknecht    |
| 1994-1995 | Radomír Šimůnek      | Richard Groenendaal | Adrie van der Poel     |
| 1995-1996 | Luca Bramati         | Richard Groenendaal | Adrie van der Poel     |
| 1996-1997 | Adrie van der Poel   | Mario De Clercq     | Richard Groenendaal    |
| 1997-1998 | Richard Groenendaal  | Adrie van der Poel  | Mario De Clercq        |
| 1998-1999 | Sven Nys             | Bart Wellens        | Adrie van der Poel     |
| 1999-2000 | Sven Nys             | Richard Groenendaal | Adrie van der Poel     |
| 2000-2001 | Richard Groenendaal  | Bart Wellens        | Erwin Vervecken        |
| 2001-2002 | Sven Nys             | Erwin Vervecken     | Bart Wellens           |
| 2002-2003 | Sven Nys             | Bart Wellens        | Mario De Clercq        |
| 2003-2004 | Bart Wellens         | Sven Nys            | Erwin Vervecken        |
| 2004-2005 | Sven Nys             | Richard Groenendaal | Sven Vanthourenhout    |
| 2005-2006 | Sven Nys             | Gerben De Knegt     | Bart Wellens           |
| 2006-2007 | Sven Nys             | Erwin Vervecken     | Bart Wellens           |
| 2007-2008 | Sven Nys             | Bart Wellens        | Niels Albert           |
| 2008-2009 | Sven Nys             | Klaas Vantornout    | Bart Wellens           |
| 2009-2010 | Zdeněk Štybar        | Niels Albert        | Sven Nys               |
| 2010-2011 | Sven Nys             | Kevin Pauwels       | Zdeněk Štybar          |
| 2011-2012 | Sven Nys             | Kevin Pauwels       | Zdeněk Štybar          |
| 2012-2013 | Sven Nys             | Niels Albert        | Klaas Vantornout       |
| 2013-2014 | Sven Nys             | Niels Albert        | Tom Meeusen            |
| 2014-2015 | Mathieu van der Poel | Kevin Pauwels       | Lars van der Haar      |
| 2015-2016 | Wout Van Aert        | Sven Nys            | Lars van der Haar      |
| 2016-2017 | Mathieu van der Poel | Wout Van Aert       | Laurens Sweeck         |
| 2017-2018 | Mathieu van der Poel | Wout Van Aert       | Laurens Sweeck         |
| 2018-2019 | Mathieu van der Poel | Toon Aerts          | Lars van der Haar      |
| 2019-2020 | Laurens Sweeck       | Eli Iserbyt         | Lars van der Haar      |
| 2020-2021 | Toon Aerts           | Eli Iserbyt         | Michael Vanthourenhout |
| 2021-2022 | Eli Iserbyt          | Toon Aerts          | Lars van der Haar      |
| 2022-2023 | Lars van der Haar    | Eli Iserbyt         | Michael Vanthourenhout |
| 2023-2024 | Eli Iserbyt          | Joris Nieuwenhuis   | Niels Vandeputte       |

### Donne Elite
| Anno      | Vincitrice                 | Seconda                    | Terza              |
| --------- | -------------------------- | -------------------------- | ------------------ |
| 2015-2016 | Sanne Cant                 | Nikki Harris               | Jolien Verschueren |
| 2016-2017 | Sanne Cant                 | Sophie de Boer             | Ellen Van Loy      |
| 2017-2018 | Sanne Cant                 | Maud Kaptheijns            | Annemarie Worst    |
| 2018-2019 | Sanne Cant                 | Annemarie Worst            | Denise Betsema     |
| 2019-2020 | Ceylin del Carmen Alvarado | Yara Kastelijn             | Annemarie Worst    |
| 2020-2021 | Lucinda Brand              | Ceylin del Carmen Alvarado | Denise Betsema     |
| 2021-2022 | Lucinda Brand              | Denise Betsema             | Annemarie Worst    |
| 2022-2023 | Ceylin del Carmen Alvarado | Inge Van Der Heijden       | Denise Betsema     |
| 2023-2024 | Ceylin del Carmen Alvarado | Annemarie Worst            | Aniek Van Alphen   |

### Uomini Under-23
Aggiornato all'edizione 2019-2020.
| Anno      | Vincitore              | Secondo                 | Terzo                   |
| --------- | ---------------------- | ----------------------- | ----------------------- |
| 2002-2003 | Thijs Verhagen         | Bart Aernouts           | Wesley Van Der Linden   |
| 2003-2004 | Wesley Van Der Linden  | Klaas Vantornout        | Martin Zlámalík         |
| 2004-2005 | Niels Albert           | Radomír Šimůnek         | Lars Boom               |
| 2005-2006 | Niels Albert           | Eddy van Ijzendoorn     | Dieter Vanthourenhout   |
| 2006-2007 | Niels Albert           | Zdeněk Štybar           | Rob Peeters             |
| 2007-2008 | Thijs van Amerongen    | Jempy Drucker           | Julien Taramarcaz       |
| 2008-2009 | Philipp Walsleben      | Kenneth Van Compernolle | Tom Meeusen             |
| 2009-2010 | Tom Meeusen            | Jim Aernouts            | Kenneth Van Compernolle |
| 2010-2011 | Jim Aernouts           | Lars van der Haar       | Vincent Baestaens       |
| 2011-2012 | Lars van der Haar      | Wietse Bosmans          | Stan Godrie             |
| 2012-2013 | Wout Van Aert          | Jens Adams              | Gianni Vermeersch       |
| 2013-2014 | Mathieu van der Poel   | Wout Van Aert           | Gianni Vermeersch       |
| 2014-2015 | Michael Vanthourenhout | Laurens Sweeck          | Toon Aerts              |
| 2015-2016 | Eli Iserbyt            | Quinten Hermans         | Daan Hoeyberghs         |
| 2016-2017 | Quinten Hermans        | Joris Nieuwenhuis       | Nicolas Cleppe          |
| 2017-2018 | Sieben Wouters         | Adam Ťoupalík           | Jens Dekker             |
| 2018-2019 | Thomas Pidcock         | Ben Turner              | Eli Iserbyt             |
| 2019-2020 | Thomas Pidcock         | Ryan Kamp               | Ben Turner              |

### Donne Under-23
Aggiornato all'edizione 2019-2020.
| Anno      | Vincitrice                 | Seconda              | Terza              |
| --------- | -------------------------- | -------------------- | ------------------ |
| 2018-2019 | Ceylin del Carmen Alvarado | Inge van der Heijden | Fleur Nagengast    |
| 2019-2020 | Ceylin del Carmen Alvarado | Inge van der Heijden | Shirin van Anrooij |

### Uomini Juniores
Aggiornato all'edizione 2021-2022.
| Anno      | Vincitore                             | Secondo                               | Terzo                                 |
| --------- | ------------------------------------- | ------------------------------------- | ------------------------------------- |
| 2001-2002 | Kevin Pauwels                         | Dieter Vanthourenhout                 | Nick Sels                             |
| 2002-2003 | Lars Boom                             | Eddy van IJzendoorn                   | Dieter Vanthourenhout                 |
| 2003-2004 | Niels Albert                          | Thijs van Amerongen                   | Jempy Drucker                         |
| 2004-2005 | Ricardo van der Velde                 | Tom Meeusen                           | Jan Van Dael                          |
| 2005-2006 | Tom Meeusen                           | Kevin Cant                            | Kenneth Van Compernolle               |
| 2006-2007 | Ramon Sinkeldam                       | Joeri Adams                           | Vincent Baestaens                     |
| 2007-2008 | Stef Boden                            | Tijmen Eising                         | Geert van der Horst                   |
| 2008-2009 | Tijmen Eising                         | Lars van der Haar                     | Wietse Bosmans                        |
| 2009-2010 | David van der Poel                    | Laurens Sweeck                        | Mike Teunissen                        |
| 2010-2011 | Laurens Sweeck                        | Diether Sweeck                        | Jens Vandekinderen                    |
| 2011-2012 | Mathieu van der Poel                  | Wout Van Aert                         | Daan Soete                            |
| 2012-2013 | Mathieu van der Poel                  | Quinten Hermans                       | Martijn Budding                       |
| 2013-2014 | Yannick Peeters                       | Thomas Joseph                         | Thijs Aerts                           |
| 2014-2015 | Eli Iserbyt                           | Johan Jacobs                          | Maik van der Heijden                  |
| 2015-2016 | Jens Dekker                           | Jappe Jaspers                         | Seppe Rombouts                        |
| 2016-2017 | Jelle Camps                           | Toon Vandebosch                       | Thymen Arensman                       |
| 2017-2018 | Tomáš Kopecký                         | Ryan Kamp                             | Pim Ronhaar                           |
| 2018-2019 | Witse Meeussen                        | Ryan Cortjens                         | Lennert Belmans                       |
| 2019-2020 | Thibau Nys                            | Lennert Belmans                       | Ward Huybs                            |
| 2020-2021 | annullato per la pandemia di COVID-19 | annullato per la pandemia di COVID-19 | annullato per la pandemia di COVID-19 |
| 2021-2022 | classifica non stilata                | classifica non stilata                | classifica non stilata                |

## Statistiche

### Vittorie per nazione

#### Uomini Elite
| Pos. | Nazione        | Vittorie |
| ---- | -------------- | -------- |
| 1    | Belgio         | 23       |
| 2    | Paesi Bassi    | 12       |
| 3    | Italia         | 3        |
| 4    | Cecoslovacchia | 2        |
| 4    | Rep. Ceca      | 2        |

#### Donne Elite
| Pos. | Nazione     | Vittorie |
| ---- | ----------- | -------- |
| 1    | Paesi Bassi | 5        |
| 1    | Belgio      | 4        |

### Vittorie di prova per ciclista

#### Uomini Elite
Aggiornato all'edizione 2021-2022.
| Pos. | Ciclista             | Vittorie |
| ---- | -------------------- | -------- |
| 1    | Sven Nys             | 64       |
| 2    | Mathieu van der Poel | 30       |
| 3    | Roland Liboton       | 21       |
| 4    | Richard Groenendaal  | 20       |
| 5    | Daniele Pontoni      | 18       |
| 6    | Niels Albert         | 14       |
| 6    | Hennie Stamsnijder   | 14       |
| 8    | Adrie van der Poel   | 13       |
| 9    | Danny De Bie         | 11       |
| 9    | Bart Wellens         | 11       |